# Laserdisc
Laserdisc (LD) — перший комерційний оптичний носій даних, використовуваний, насамперед, для домашнього перегляду кінофільмів. Технологія Laserdisc із застосуванням світлопропускаючого носія була розроблена Девідом Полом Греггом у 1958 році (і запатентована в 1961 і 1990 роках).
Стандартний лазердиск для домашнього використання має діаметр 30 см (11,81 дюймів) і склеєний з двох односторонніх вкритих пластиком алюмінієвих дисків. Якість зображення та звуку відтворюваних із лазердисків переважає аналогічні параметри у DVD, що в першу чергу пов'язане з тим, що сигнал записаний у аналоговому форматі. Незважаючи на технологічну перевагу над VHS і Betamax, Laserdisc не мав істотного успіху на світовому ринку: в основному був розповсюджений у США і Японії, а в Європі і СРСР були поширені мало. Технології, відпрацьовані в цьому форматі, потім були використані в CD і DVD. Пізніше LaserDisc повністю поступився місцем DVD, і виробництво дисків застарілого формату й програвачів для них було припинено.

## Історія
Технологія оптичного запису з використанням світлопропускаючого носія була розроблена Девідом Полом Греггом в 1958.
У 1969 році компанія Philips створила відеосистему LaserDisc, яка працювала вже в режимі відбитого світла і мала великі переваги перед способом «на просвіт». MCA та Philips об'єднали свої зусилля та продемонстрували перший відеодиск у 1972 році.
У продаж перший лазердиск надійшов 15 грудня 1978 року в Атланті — через два роки після появи на ринку відеомагнітофонів формату VHS (і за чотири роки до CD, також заснованого на технології LaserDisc). Першим лазердиском, що надійшли у продаж у Північній Америці, був випущений MCA DiscoVision у 1978 році фільм «Щелепи». Останніми — фільми «Сонна лощина» та «Воскрешаючи мерців» компанії Paramount, випущені 2000 року. У Японії було видано ще не менше дюжини фільмів до кінця 2001 року. Останнім японським фільмом, випущеним у форматі LaserDisc, був Tokyo Raiders.
У 1987 році було введено гібрид технологій Компакт-диск та Лазердіск — CD Video. На 12-см диску містилося до 5 хвилин аналогової відеоінформації та 20 хвилин цифрового звуку CD-якості.
Компанія Philips виробляла програвачі, а CD Video видавала диски, але їхня співпраця була не дуже успішною і закінчилася через кілька років. Декілька вчених, які займалися розробкою технології (Richard Wilkinson, Ray Deakin і John Winslow), організували фірму Optical Disc Corporation (зараз ODC Nimbus).
У 1998 році програвачі LaserDisc були приблизно в 2 % американських будинків (приблизно 2 мільйони). Порівняйте — 1999 року у Японії ця цифра становила 10 %.
У масовому секторі LaserDisc повністю поступився місцем DVD, і виробництво дисків застарілого формату і програвачів для них було припинено. Сьогодні формат LaserDisc має успіх лише у любителів, які збирають лазердиски з різними записами — фільми, музика, шоу.
Незважаючи на те, що в Європі LaserDisc так і не набув поширення, корпорація BBC використала його в середині 1980-х в освітньому проєкті BBC Domesday Project, присвяченому 900-річчю англійської Книги страшного суду.

## Технічна інформація
На відміну від Video CD, DVD та Blu-ray Disc дисків, LaserDisc містить аналогове відео в композитному поданні та звуковий супровід в аналоговій та/або цифровій формі. Стандартний лазердиск для домашнього використання має діаметр 30 см (11,81 дюйма) та склеєний з двох односторонніх покритих пластиком алюмінієвих дисків. Інформація про сигнал зберігається у мільярдах мікроскопічних заглиблень (пітах), вигравіруваних в алюмінієвому шарі під поверхнею. Поверхневий акриловий шар (1,1 мм) захищає їх від пилу та відбитків пальців. Для читання даних з диска застосовується малопотужний лазерний промінь, який через дзеркально-оптичну систему створює тонкий пучок світла (діаметром 1 мкм) на поверхні диска і, відбиваючись, потрапляє на фотодатчик і далі передається як закодований аудіо-/відеосигнал високої щільності відтворення [8].
Так як цифрове кодування (стиснення відео) було в 1978 або недоступне, або недоцільно, застосовувалися три методи ущільнення запису на основі зміни швидкості обертання диска:
- CAV (англ. Constant Angular Velocity — постійна кутова швидкість (як при відтворенні грамплатівки)) — стандартні відеодиски (англ. Standard Play), що підтримують такі функції, як стоп-кадр, змінене уповільнене відтворення вперед і назад [9]. CAV-диски при відтворенні мають постійну швидкість обертання (1800 оборотів за хвилину для стандарту NTSC (525 рядків) і 1500 оборотів за хвилину для стандарту PAL (625 рядків)), і за один оборот зчитується один кадр. У цьому режимі на одній стороні CAV може зберігатися 54 000 окремих кадрів — 30 хвилин аудіо/відео матеріалу. CAV використовували рідше, ніж CLV, переважно для спеціальних видань художніх фільмів, для бонусних матеріалів та спеціальних ефектів. Однією з переваг цього є можливість переходити на будь-який кадр безпосередньо за його номером. Довільний доступ і функція стоп-кадра дозволили виробникам створювати найпростіші інтерактивні відеодиски, розміщуючи на диску крім відеоматеріалів окремі статичні зображення.

- CLV (англ. Constant Linear Velocity — постійна лінійна швидкість (як при відтворенні компакт-дисків)) — довгограючі відеодиски (англ. Extended Play) не мають спеціальних можливостей відтворення CAV-дисків, пропонуючи тільки просте відтворення на всіх програвачах Laserdisc, окрім програвачів високого класу, що мають функцію цифрового стоп-кадра. Ці програвачі можуть додавати нові функції, зазвичай не доступні для дисків CLV, такі як відтворення вперед і назад зі змінною швидкістю, і паузу, як на магнітофонах. Поступово уповільнюючи швидкість обертання (з 1800 до 600 об/хв), CLV-диски з постійною лінійною швидкістю можуть зберігати 60 хвилин аудіо/відео матеріалу з кожного боку, або дві години на диску. Фільми тривалістю менше 120 хвилин могли поміститися на один диск, тим самим знижуючи вартість одного фільму і усуваючи необхідність замінювати диск на наступний, що відволікає від перегляду, принаймні для тих, хто володів двостороннім програвачем. Переважна більшість релізів була доступна тільки в CLV (кілька найменувань випустили частково CLV, частково — CAV.

- CAA (англ. Constant Angular Acceleration — постійне кутове прискорення). На початку 1980-х років через проблеми з перехресними перешкодами на довгограючих лазерних CLV-дисках компанією Pioneer Video було представлено CAA-форматування довгограючих лазерних дисків. Кодування з постійним кутовим прискоренням дуже схоже на кодування з постійною лінійною швидкістю, за винятком того, що CAA відбувається миттєве зниження швидкості при кутовому зміщенні на певний крок, замість поступового уповільнення у стійкому темпі, як при читанні CLV-дисків. За винятком 3М/Imation, усі виробники Laserdisc прийняли схему CAA-кодування, хоча цей термін рідко (якщо взагалі) використовувався на споживчих упаковках. CAA-кодування помітно покращило якість зображення та значно скоротило перехресні перешкоди та інші проблеми стеження.

Звук
Перші лазерні диски, представлені в 1978 році, були повністю аналоговими, звук кодувався за допомогою частотної модуляції, але з розвитком формату було додано цифровий стереозвук у форматі аудіо компакт-диска (деякі апарати мали інтерфейс S/PDIF — як оптичний, так і коаксіальний — для підключення зовнішнього ЦАП, а пізніше DTS-декодера), а також і в багатоканальних форматах — спочатку, ще до цифрового звуку Dolby Surround 3/1.0 (міг записуватися в аналоговому та цифровому вигляді і мав зворотну сумісність зі стереосистемами), а потім і в 3/2.1 форматах Dolby Digital (витіснений один апаратний аналоговий канал і зовнішній RF-декодер, що вимагав, з багатоканальним аналоговим або S/PDIF виходом, який іноді вбудовувався в дорогі AV-ресивери тієї епохи) і DTS (аналогічно формату DTS-CD, ця доріжка витісняла ІКМ-стерео, а старими програвачами сприймалася як звичайна ІКМ-стерео доріжка і відправлялася на S/PDIF вихід, якщо такою була).
У 1985 році компанією Pioneer було представлено цифрове аудіо для Laserdisc як подальше покращення CAA-формату. У 1985 році CAA55 був введений загальною тривалістю відтворення з кожної сторони в 55 хвилин 5 секунд, для вирішення проблем з пропускною здатністю при включенні цифрового аудіо була зменшена ємність відеоматеріалу. Декілька найменувань, випущених між 1985 і 1987 роками, були з аналоговою звуковою доріжкою лише через велику тривалість фільму та бажання зберегти фільм на одному диску (наприклад, «Назад у майбутнє»).
До 1987 Pioneer вдалося подолати технічні труднощі і стало можливим кодування у форматі CAA60, дозволяючи збільшити ємність диска в цілому до 60 хвилин 5 секунд. Також випущено лише кілька найменувань, закодованих CAA65, ємністю 65 хвилин 5 секунд відтворення з кожного боку. Остаточним варіантом CAA є CAA70, який міг вмістити 70 хвилин відтворення з кожного боку. Для споживчого ринку цей формат не застосовувався.